# Clorură de crom (III)
Clorura de crom (III) este o sare a cromului cu acidului clorhidric cu formula chimică CrCl3. Culoarea sa este de un violet intens, însă forma sa comercială este cea hexahidrată de culoare verde-negricioasă, cu formula [CrCl2(H2O)4]Cl·2H2O. Starea de oxidare a cromului din acest compus este de +3.

## Proprietăți

### Chimice
Clorura de crom (III) reacționează cu amoniacul pentru a forma azotura de crom și clorura de amoniu, după reacția:
{\displaystyle \mathrm {CrCl_{3}+4NH_{3}\longrightarrow CrN+3NH_{4}Cl} }

## Obținere
Forma anhidră a clorurii de crom (III) poate fi preparată prin combinarea directă a acidului clorhidric cu cromul metalic, sau direct prin clorinarea oxidului de crom trivalent în prezența carbonului la 800 °C: 
{\displaystyle \mathrm {Cr_{2}O_{3}+3C+3Cl_{2}\longrightarrow 2CrCl_{3}+3CO} }
De asemenea, ea poate fi preparată prin tratarea hexahidratului cu clorură de tionil. 